# Tyssestrengene

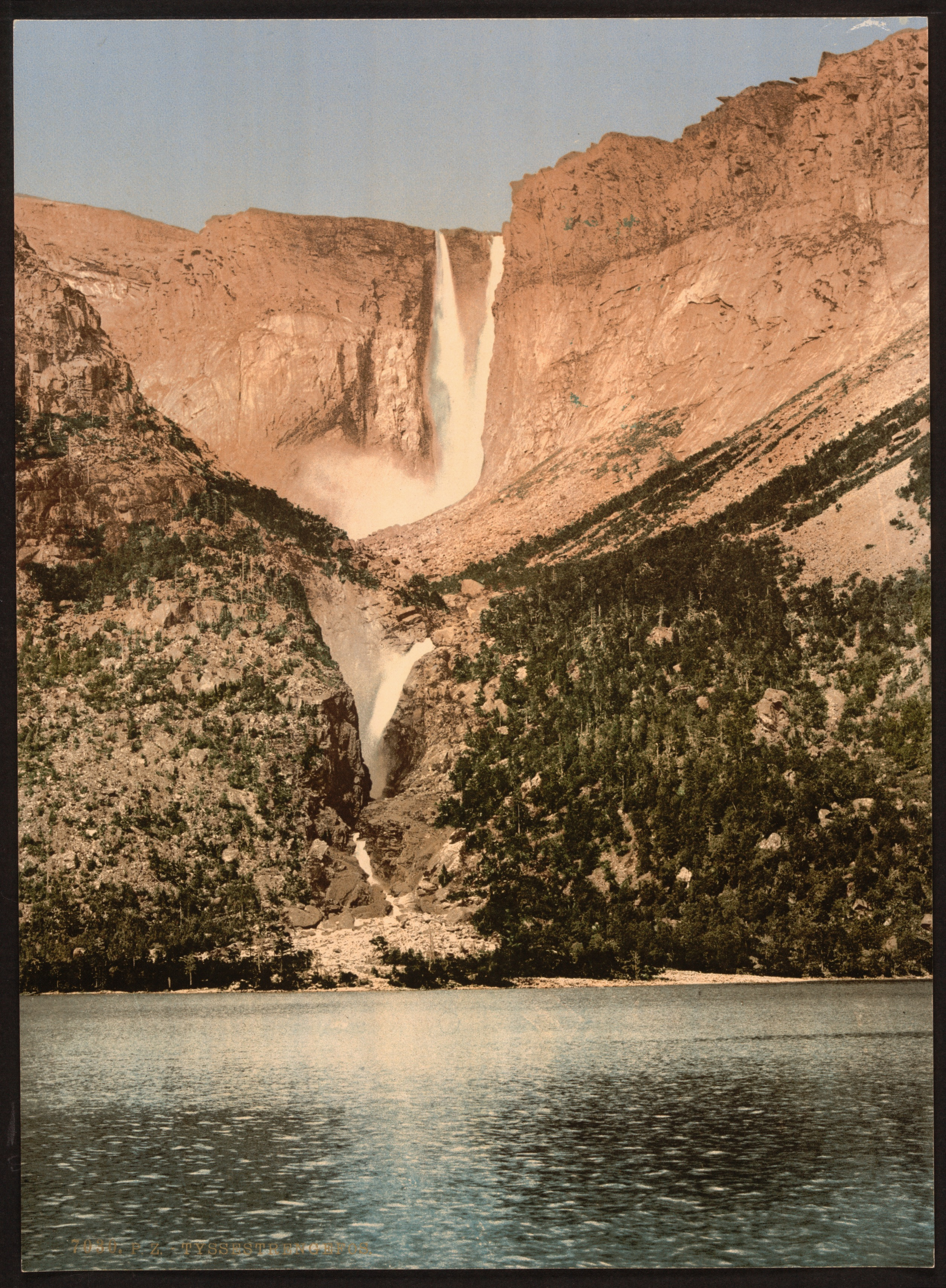
Vodopády Tyssestrengene předtím než došlo k omezení toku vody

Tyssestrengene je soustava vodopádů v Norsku, ležící přibližně 200 kilometrů západně od Oslo v kraji Hordaland, poblíž útesu Trolltunga. Voda je do vodopádů přiváděna řekou Tysso a následně padá do jezera Ringedalsvanet. Celkový výškový rozdíl činí 646 metrů, přičemž voda při nejdelším pádu překonává 312 metrů.
V současné době jsou vodopády po většinu času vyschlé (s výjimkou období po rozsáhlých oblevách), což bylo způsobeno jejich začleněním do soustavy norských vodních elektráren. I přesto nejvyšší vodopád z této soustavy drží norské prvenství v délce pádu a celá soustava patří mezi největší na světě.
Vodopád je zajímavý tím, že byl po určitou dobu v sedmdesátých letech minulého století ztotožňován s nejvyšším úkazem tohoto typu na světě s uváděnou výškou přes 1 kilometr. O tuto prioritu jej připravilo vybudování vodní elektrárny na jedné z jeho kaskád. Od této doby je opět nejvyšším vodopádem světa (Salto) Angel ve Venezuele.[zdroj?]